# Michael Farrell (schrijver)
Michael Farrell (Carlow, september 1899 – 24 juni 1962) was een Ierse journalist en schrijver.
Hij studeerde medicijnen in Dublin, nam tijdens zijn studies aan University College Dublin deel  aan de Ierse Onafhankelijkheidsoorlog en werd daarin gevangengenomen door de Engelsen. Later werkte hij kort voor de Belgische regering in Belgisch-Kongo. Hij keerde terug naar Ierland en werd journalist, schreef literaire kritieken, maakte het programma "Radio Digest" voor Radio Éireann en werkte ondertussen aan zijn enige roman, Thy Tears Might Cease, over het Ierland tijdens de onafhankelijkheidsstrijd, meer bepaald de Paasopstand in 1916. De roman is sterk autobiografisch en Farrell bleef eraan werken tot aan zijn dood. Zijn vrouw Frances gaf het – nog steeds niet voltooide – manuscript na zijn dood in 1962 ter publicatie vrij.
De eerste uitgave, bezorgd door de Ierse dichter William Monk Gibbon, verscheen in januari 1963 bij Hutchinson & Co in Londen. De eerste Amerikaanse uitgave verscheen in januari 1964 bij Alfred A. Knopf in New York. De Nederlandse vertaling (als Het lot van anderen) verscheen in 1965 bij Uitgeverij W. van Hoeve in Den Haag. Paul Haimon, de Nederlands-Limburgse dichter en kunstredacteur bij het Limburgs Dagblad, verwelkomde deze lijvige roman als een meesterwerk.